# Yeokchon (métro de Séoul)
Yeokchon (en coréen : 역촌역) est une station sur la ligne 6 du métro de Séoul, dans l'arrondissement d'Eunpyeong-gu.

## Histoire
La station Yeokchon est mise en service le 15 décembre 2000, lors de l'ouverture à l'exploitation de la deuxième section, longue de 27 km, de la ligne 6 du métro de Séoul.

## Services aux voyageurs

### Desserte

Installations
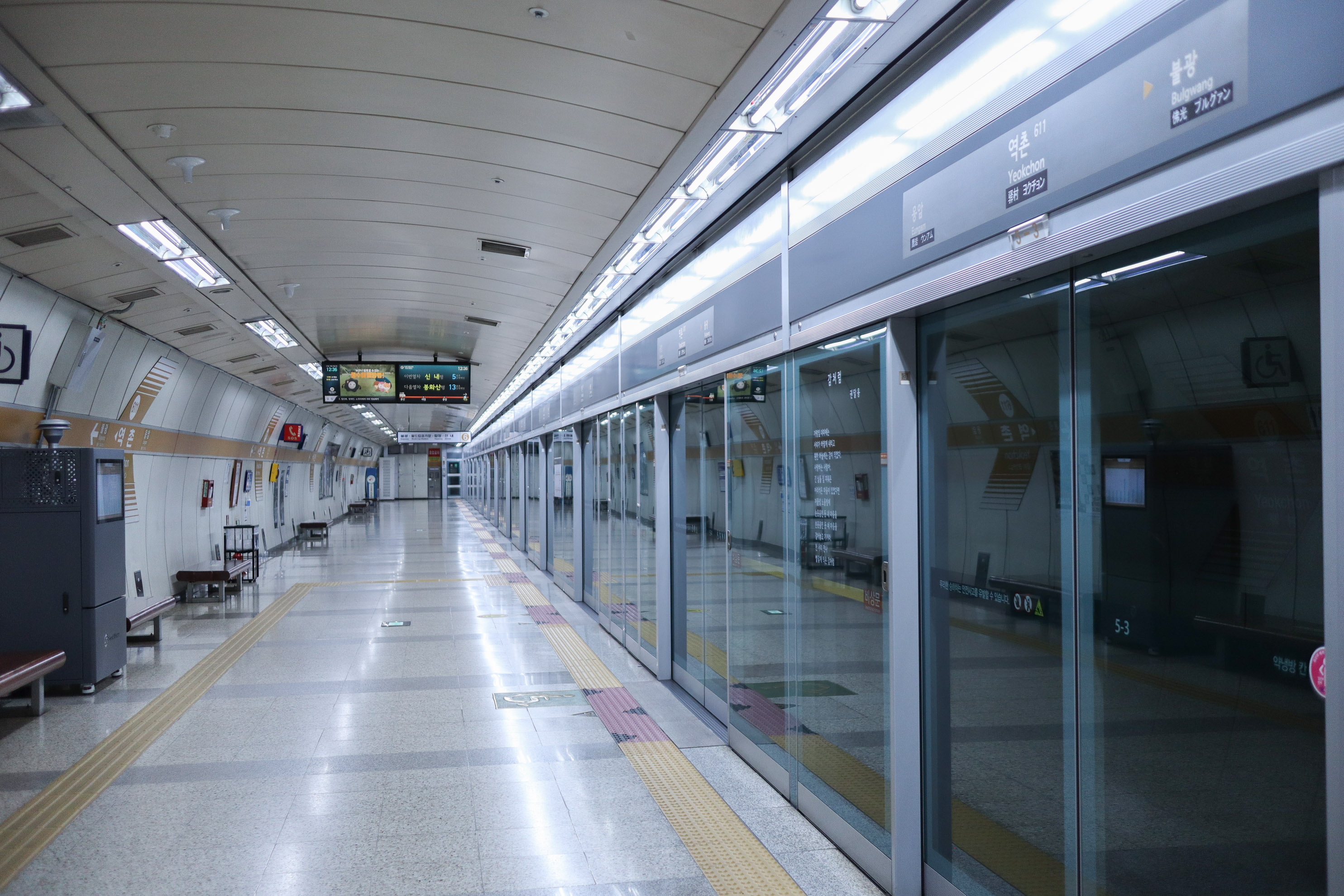
En 2021
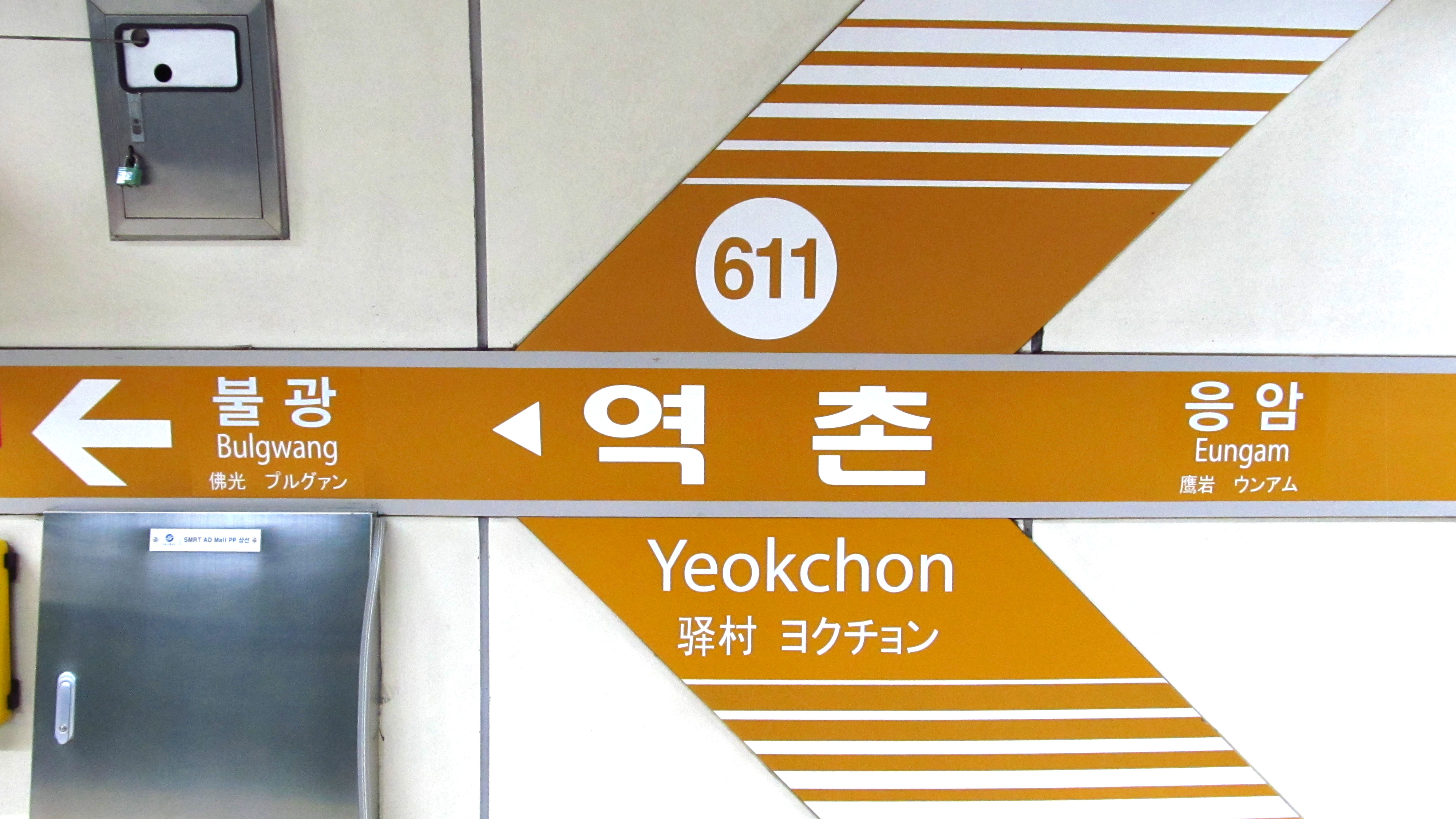
En 2019.
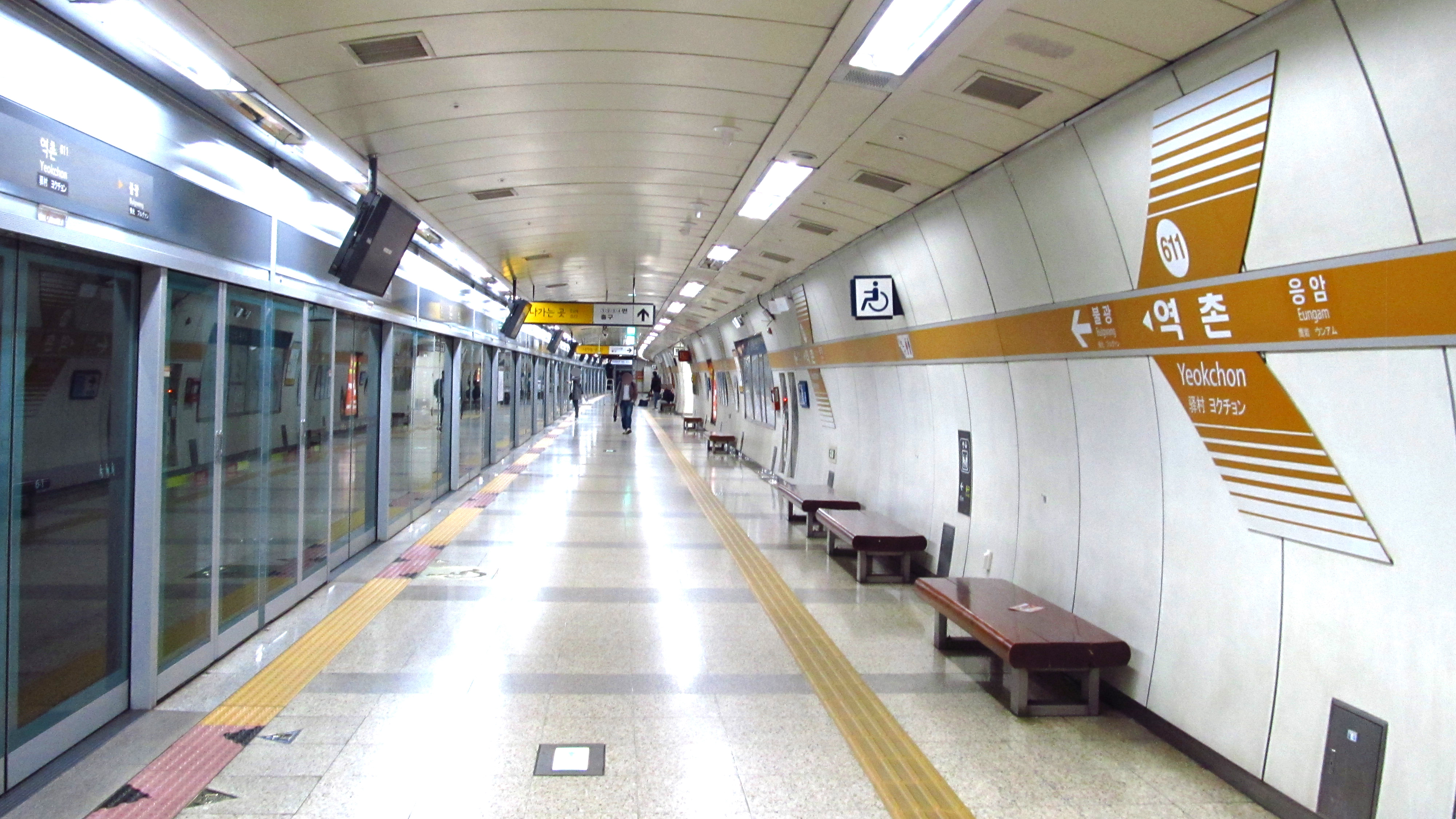
En 2019.